# Żurawie przyleciały wcześnie
Żurawie przyleciały wcześnie (ros. Ранние журавли, Rannije żurawli) – radziecki film z 1979 roku w reżyserii Bołotbeka Szamszyjewa. Powstał na motywach powieści Czingiza Ajtmatowa o tym samym tytule. 

## Fabuła
Historia 14 letniego chłopca imieniem Sułtanmurat, który tęskni za ojcem walczącym na froncie. Chłopak przeżywa trudne chwile, musi być silny i musi ciężko pracować.
Film nawiązuje do biografii pisarza, do czasów jego dzieciństwa w kirgiskim aule, które przypadło na okres wojny.

## Obsada
- Emil Boronczijew jako Sułtanmurat
- Sujmenkuł Czokmorow jako Bejkbaj, jego ojciec
- Gulsara Adżybekowa jako jego matka
- Hasan Abdraimow jako Adżimurat
- Nurgui Kendirbajewa jako Myrzagul
- Akył Kułambajew jako przewodnicy kochłozu
- Sujutaj Szamszyjewa i Ałtynaj Abdijewa jako siostry Sułtanmurata
- Bajdyła Kałtajew jako Czekisz

## Nagroda
- 1980: Główna Nagroda (jedna z trzech równorzędnych) na XIII Wszechzwiązkowych Festiwalu Filmowym (WFF) w Duszanbe[1]